# Cannon’s Jug Stompers
Cannon’s Jug Stompers war eine US-amerikanische Jug-Band, die Ende der 1920er Jahre große Popularität genoss. Die Band wurde von dem Blues-Musiker Gus Cannon geleitet.

## Karriere

### Anfänge
Gus Cannon war schon vor 1927 musikalischen Tätigkeiten nachgegangen. Zu dieser Zeit lebte Cannon in Memphis, Tennessee, wo die Memphis Jug Band gerade große Erfolge verzeichnete und für Victor Platten aufnahm. Cannon sah die Band oft im Church Park in Memphis spielen und wurde von ihnen nachhaltig beeinflusst. 1928 kam der Produzent Ralph Peer von Victor wieder nach Memphis, um eine ähnliche Band wie die Memphis Jug Band zusammenzustellen.

### Erfolge
Charlie Williams, Direktor des Palace Theatre, überredete Cannon zu einem Vorspiel bei Peer. Mit seinen Freunden Noah Lewis und Ashley Thompson nahm Cannon am 30. Januar 1928 im mobilen Aufnahmestudio Victors vier Titel als Cannon’s Jug Stompers auf. Als erste Platte erschien der Minglewood Blues auf der A-Seite und der Madison Street Rag auf der B-Seite. Die Platte verkaufte sich gut, so dass die Band weitere Platten aufnehmen durfte. Ihre zweite Aufnahme-Session folgte im September desselben Jahres. Jedoch wurde Thompson durch Elijah Avery ersetzt und mit Hosea Woods am Kazoo fand ein neues Mitglied Eingang in die Band.
Insgesamt nahmen die Jug Stompers zwischen 1928 und 1930 27 Titel auf, darunter Hits wie Walk Right In, Prison Wall Blues und Viola Lee Blues. Cannon und seine Band waren zu einer der erfolgreichsten Blues-Bands ihres Genres geworden. Sie kombinierten traditionellen Blues mit Minstrel-Musik.
Ihre letzte Session hielten Cannon’s Jug Stompers am 28. November 1930 ab, danach nahm ihre Popularität schnell ab. Die Band ging auseinander, Noah Lewis startete danach eine Solokarriere und Cannon trat erst wieder während des Folk-Revivals in den 1960er Jahren auf.

## Wiederentdeckung
Da Folk, Blues und Hillbilly in den 1960er Jahren extrem populär waren, wurden auch Cannon’s Jug Stompers wiederentdeckt. Die Rooftop Singers erreichten mit Walk Right In 1963 einen Nummer-eins-Hit. Auch andere Bands coverten erfolgreich Titel der Band.